# 北カフカース山岳共和国

北カフカース山岳共和国
Горная Республика Северного Кавказа

北カフカース山岳共和国（きたカフカースさんがくきょうわこく、ロシア語: Горская республика）は、ロシア革命期に存在した北コーカサスの国家である。現在のジョージア（グルジア）周辺に存在し、ソビエト政権に対抗したが、赤軍に敗北して解体消滅した。

亡命政府が用いた旗